# Cichawa

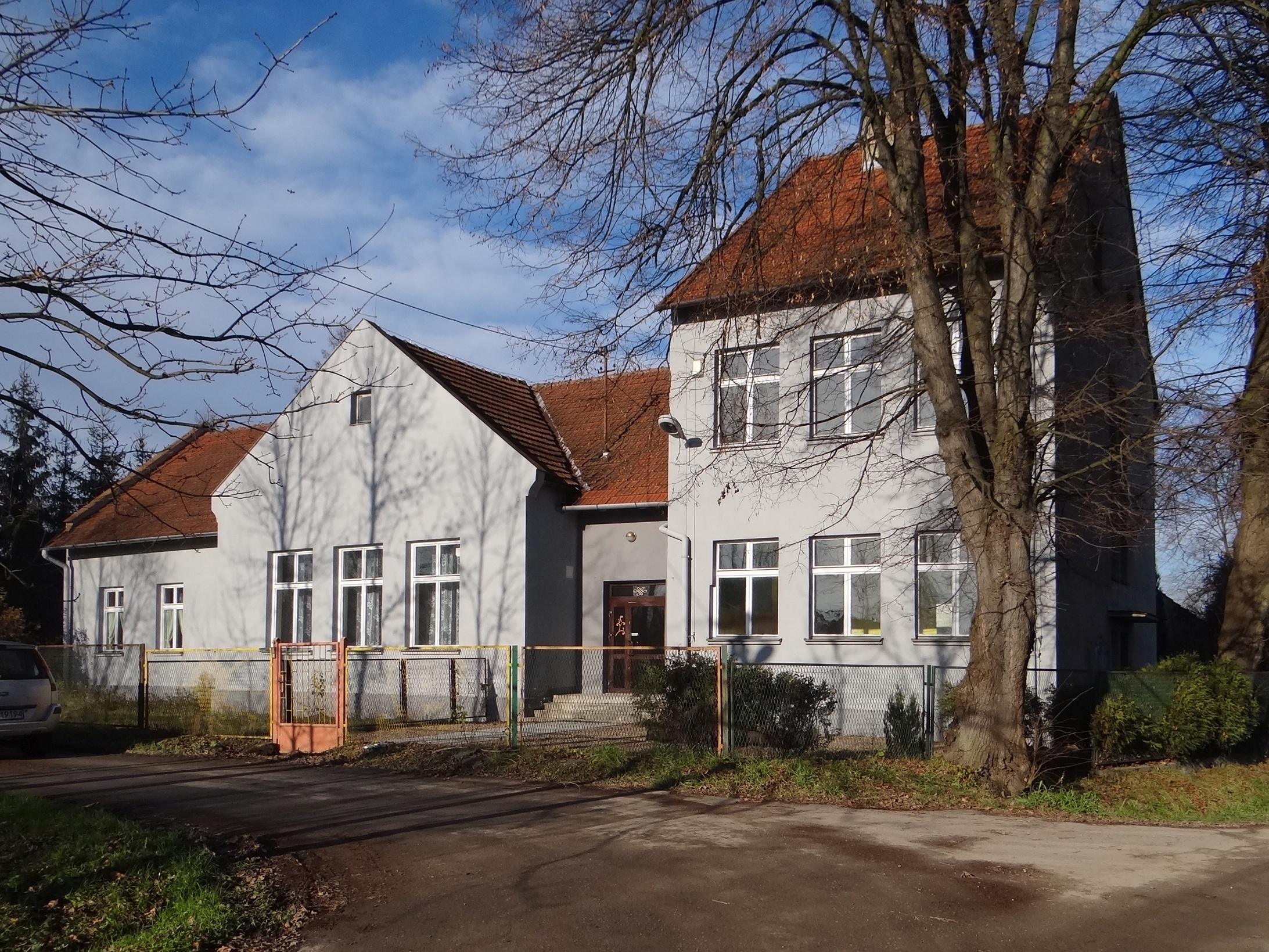
Budynek, w którym uczył K. Wojtyła

Cichawa – wieś w Polsce położona w województwie małopolskim, w powiecie wielickim, w gminie Gdów.
W latach 1975–1998 miejscowość administracyjnie należała do województwa krakowskiego.

## Części wsi
| SIMC    | Nazwa     | Rodzaj    |
| ------- | --------- | --------- |
| 0317790 | Folwark   | część wsi |
| 0317808 | Zygmuntów | część wsi |

## Odległości i granice
Miejscowość znajduje się na Podgórzu Bocheńskim. Oddalona jest 30 km od Krakowa, 15 km od Wieliczki oraz 15 km od Bochni. Na północy graniczy z Grodkowicami, na wschodzie z Książnicami, na zachodzie z Krakuszowicami, a na południu z Niewiarowem. Najwyższym wzniesieniem jest Widnica (252 m n.p.m.).

## Zabytki
Obiekty wpisane do rejestru zabytków nieruchomych województwa małopolskiego.
- Zespół dworski: dwór, 3 budynki gospodarcze, park ze stawem i terenem dawnego sadu;
- cmentarz z I wojny światowej.

Inne
- Kapliczki z końca XIX wieku.

### Ciekawostki
W Cichawie w latach 1948–1949 uczył religii Karol Wojtyła.
Na polach uprawnych między Cichawą a pobliskimi Grodkowicami obserwuje się wiele rzadkich gatunków ptaków, m.in. śnieguły, górniczki, siewki złote, myszołowy włochate, kobczyki, świergotki rdzawogardłe, kurhanniki, a ostatnio zaobserwowano tam najcięższego ptaka latającego, wymarłego w Polsce, dropia zwyczajnego.

## Osoby związane z miejscowością
- Adolf Chojnacki (1932–2001) – duchowny katolicki, kanonik, działacz opozycji demokratycznej w PRL
- Michał Łabuś (1885–1933) – major piechoty Wojska Polskiego, kawaler Orderu Virtuti Militari
- Józef Papeć (1891–1971) – podpułkownik dyplomowany piechoty Wojska Polskiego, kawaler Orderu Virtuti Militari
- arch. Stefan Marian Władysław Żeleński (1889-1977) — architekt Projektant, starszy projektant w Biurze Projektów Górniczych w Krakowie (1948-68). Autor m.in. gmachu Sejmu Śląskiego i Urzędu Wojewódzkiego w Katowicach (1922 - 1929).